# Messerattacke in Turku am 18. August 2017

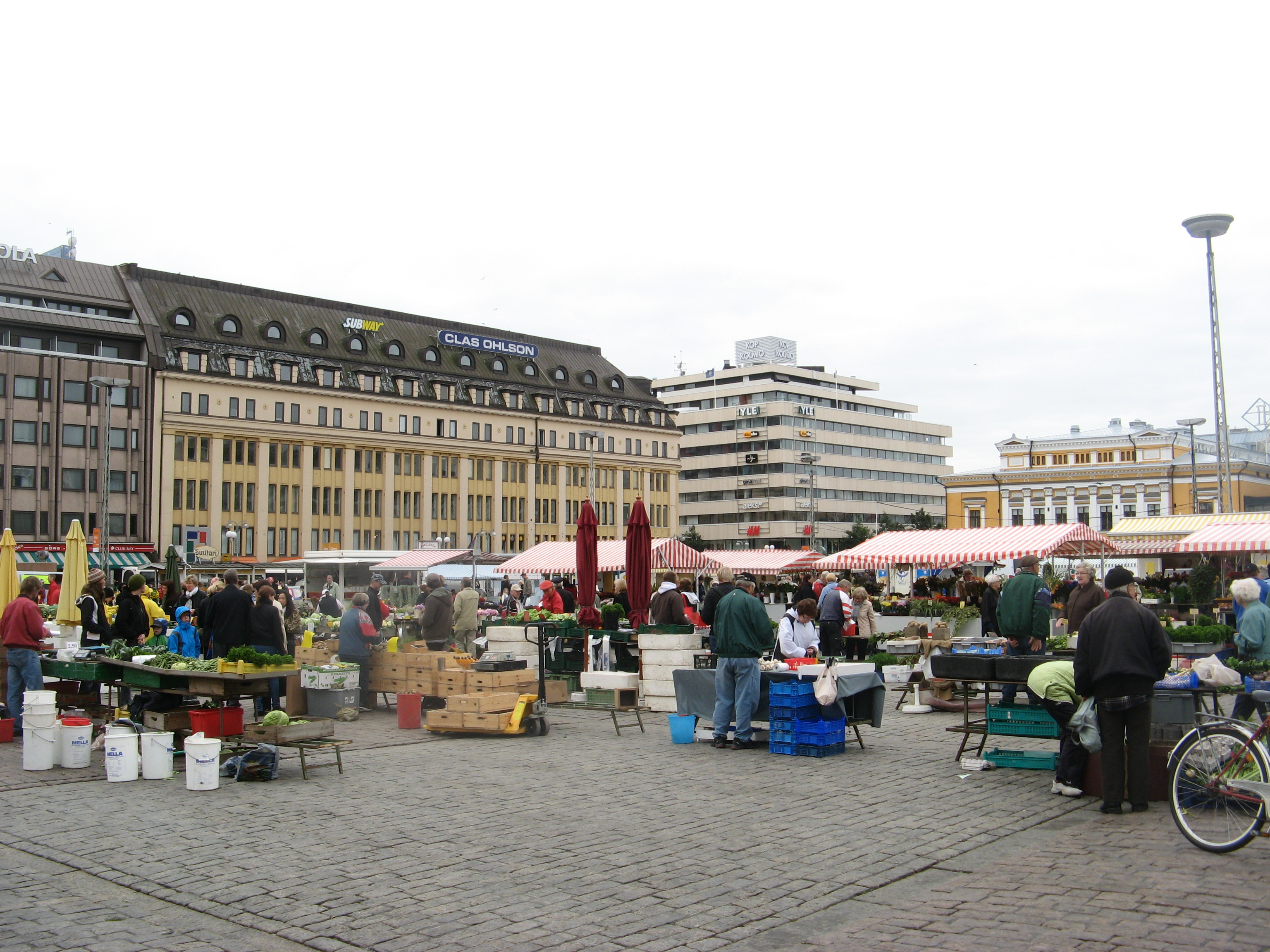
Marktplatz von Turku, auf dem die Attacke begann (Aufnahme von 2008)

Bei einer Messerattacke am 18. August 2017 in der finnischen Großstadt Turku erstach der zweiundzwanzigjährige, aus Marokko stammende Abderrahman Bouanane zwei Frauen und verletzte acht Menschen. Die Ermittlungsbehörden halten es für wahrscheinlich, dass der Attentäter terroristisch motiviert war und dass er gezielt Frauen als Opfer aussuchte.

## Hintergrund
Finnland verzeichnet seit dem Ende des Zweiten Weltkriegs einen niedrigen Grad an politischer Gewalt und gilt seit Jahrzehnten als eines der friedlichsten Länder Europas in Bezug auf politische Gewalt und Terrorismus. Am 14. Juni 2017 rief die finnische Schutzpolizei (Supo) die Bedrohungsstufe „erhöht“ (Stufe 2 von 4) aus und schrieb, von islamistisch motivierten, einzelnen Akteuren und kleinen Gruppen gehe eine terroristische Gefahr aus.

## Tathergang

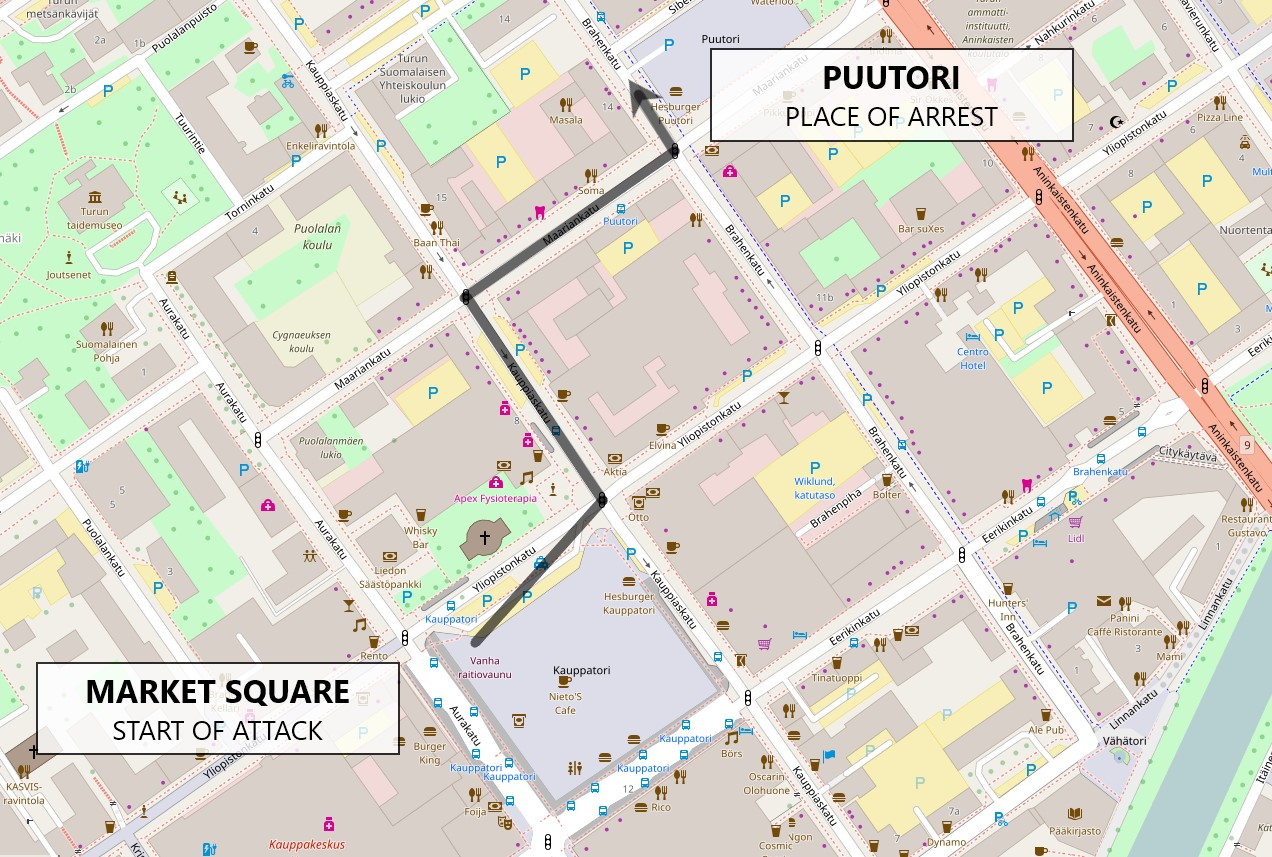
Route des Attentäters während der Messerattacke – vom Marktplatz zum Holzmarkt (Ort der Verhaftung)

Am Nachmittag des 18. August 2017 griff ein Mann ausgehend vom Marktplatz (Kauppatori) im Zentrum von Turku mehrere Menschen mit einem Messer an. Bei der Attacke starben zwei Frauen; acht weitere Personen wurden verletzt. Um 16:02 Uhr ging ein Notruf bei der Polizei ein. Die herbeigerufenen Polizisten schossen dem Angreifer auf dem Holzmarkt (Puutori) in die Beine und nahmen ihn anschließend fest, bereits drei Minuten nach dem Notruf. Seit dem ersten Angriff hatte der Attentäter ungefähr 400 Meter zurückgelegt.
Die Polizei forderte unmittelbar nach der Tat die Menschen auf, die Innenstadt von Turku zu meiden und nicht in die Stadt zu kommen. Im Zentrum der Stadt suchte die Polizei nach möglichen weiteren Tätern. Gerüchte über mögliche weitere Angreifer bestätigten sich nicht, und die Polizei gab um ungefähr 19:20 Uhr Entwarnung für das Stadtzentrum.

## Opfer
| Staatsbürgerschaft     | Tote | Verletzte |
| ---------------------- | ---- | --------- |
| Finnland               | 2    | 5         |
| Italien                | 0    | 1         |
| Schweden               | 0    | 1         |
| Vereinigtes Königreich | 0    | 1         |
| Insgesamt              | 2    | 8         |

Die beiden erstochenen Frauen waren Finninnen. Die eine starb an Ort und Stelle, die andere am Abend der Attacke im Universitätskrankenhaus von Turku. Acht Personen, sechs Frauen und zwei Männer, wurden verletzt. Der Täter hat vermutlich gezielt weibliche Opfer attackiert: Eines der Opfer schob gerade ein Baby in einem Kinderwagen. Die beiden verletzten Männer wurden angegriffen, als sie eines der Opfer schützen wollten bzw. sich dem Täter entgegenstellten. Unter den Verletzten waren neben weiteren Finnen ein italienischer, ein schwedischer und ein britischer Staatsbürger. Die Opfer waren zwischen 15 und 67 Jahren alt.

## Täter
Der 22-jährige marokkanische Täter Abderrahman Bouanane reiste Ende 2015 während der Hochphase der Flüchtlingskrise nach Deutschland ein, stellte dort aber keinen Asylantrag. Er hielt sich in mehreren Bundesländern und unter mehreren Alias-Identitäten bis Anfang 2016 in Deutschland auf. Zwischen Januar und April 2016 lebte er unter anderem in Flüchtlingsunterkünften in Neuss. Während dieser Zeit wurde wegen illegalen Aufenthalts und wegen Körperverletzung gegen ihn ermittelt, ein Terrorverdacht lag jedoch nicht vor. Anfang 2016 soll er dann in Finnland einen Asylantrag gestellt haben, der abgelehnt worden sei.
Nach Berichten des finnischen Öffentlichen Rundfunks Yleisradio soll der Täter radikale Predigten auf seinem Smartphone angehört haben. Er habe Finnen als kuffars (Ungläubige) bezeichnet und Sympathien für den Islamischen Staat bekundet. Bereits Anfang 2017 ging bei der finnischen Polizei eine Meldung ein, dass der spätere Täter durch „extremistisches Denken“ aufgefallen sei. Der Hinweis wurde jedoch nicht weiter verfolgt, da zu diesem Zeitpunkt keine spezifische Bedrohung gesehen wurde. Zwei Monate vor der Tat veröffentlichte der finnische Geheimdienst einen Bericht, der besagte, dass der Islamische Staat Finnland nicht länger als neutral einstufe und eine Gefährdung für das Land darstelle.
Finnlands Innenministerin Paula Risikko erwähnte nach der Tat den IS-Terroranschlag in Barcelona am Tag zuvor. Am nächsten Tag nahm die Polizei einen terroristischen Hintergrund an. Nach Angaben der Polizei stach der Täter gezielt auf Frauen ein. Die finnische Kriminalpolizei gab bekannt, in einem Appartementblock am Stadtrand vier weitere Marokkaner verhaftet zu haben, die verdächtigt werden, an der Planung oder Umsetzung des Angriffs beteiligt gewesen zu sein. Nach einer Person werde international gefahndet. Drei dieser fünf mutmaßlichen Hintermänner haben sich wie der Täter auch zeitweise in Deutschland aufgehalten. Unter anderem hielten sich zwei der mutmaßlichen Hintermänner in Hamburg und Göttingen sowie in Osnabrück und Hamburg auf.
Am 22. August 2017 gestand Abderrahman Bouanane die Tat. Laut seinem Anwalt stritt er ab, in Mordabsicht gehandelt zu haben.
Etwa ein Jahr später wurde er zu lebenslanger Haft verurteilt.

## Nach der Tat

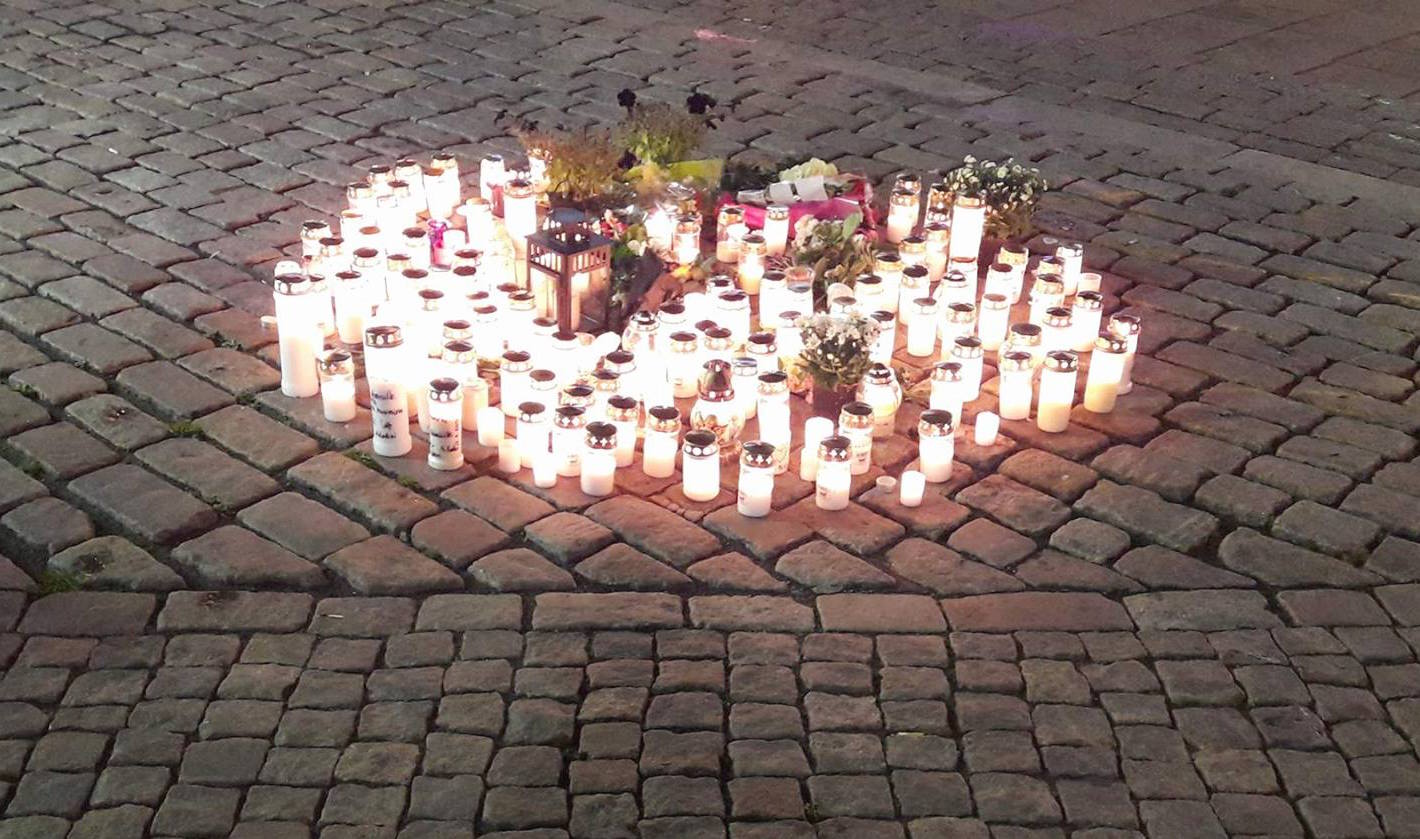
Der Marktplatz von Turku mit Blumen und angezündeten Kerzen

In der Nacht von Samstag auf Sonntag veranlasste die Polizei erneut Hausdurchsuchungen in Turku; keine weiteren Personen wurden verhaftet. Am Morgen des 20. August führte die Kriminalpolizei eine Rekonstruktion des Tatverlaufs durch.
Finnland verschärfte nach der Attacke Grenzkontrollen und Sicherheitsmaßnahmen auf großen Bahnhöfen und dem Flughafen Helsinki-Vantaa. Busse und Züge wurden aus Turku herausgelenkt. Für Angehörige wurde eine Nothilfenummer und vor Ort eine Krisenhilfsgruppe eingerichtet. Die Fahnen wurden am nächsten Tag auf halbmast gesetzt. Am Marktplatz legten am Tag nach dem Attentat viele Menschen Blumen nieder und zündeten Kerzen an. Am Sonntagmorgen um 10 Uhr fand eine landesweite Schweigeminute zum Gedenken an die Opfer statt.
Der finnische Ministerpräsident Juha Sipilä verurteilte die Attacke am nächsten Tag als eine „feige und verabscheuungswürdige Tat“, die im Widerspruch zu humanistischen und religiösen Prinzipien stehe. Der Terrorismus habe nun auch Finnland erreicht: „Wir sind keine Insel mehr.“
Bundeskanzlerin Angela Merkel sprach in einem Telefonat am Samstag ihr Beileid aus und sagte Finnland die volle Unterstützung Deutschlands zu. Bundesinnenminister Thomas de Maizière sprach von einem „hinterhältigen Angriff mit terroristischem Hintergrund“.